# Perophora viridis
Perophora viridis är en sjöpungsart som beskrevs av Addison Emery Verrill 1871. Perophora viridis ingår i släktet Perophora och familjen Perophoridae. Inga underarter finns listade i Catalogue of Life.